# مسجد توماستاون
مسجد توماستاون (بالإنجليزية: Thomastown Mosque)، هو مسجد يقع في توماستاون، إحدى الضواحي الشمالية لمدينة ملبورن، بولاية فيكتوريا في أستراليا.

## الوصف
- يقع المسجد مقابل خط سكة حديد توماستاون.

- يرتبط المسجد بالمجتمع التركي الأسترالي، ومركز توماستاون للتعليم التركي والجمعية الإسلامية.[4]

- في أوائل الثمانينيات، اشترت الجمعية الإسلامية التركية عقارًا لتلبية احتياجات الناس.

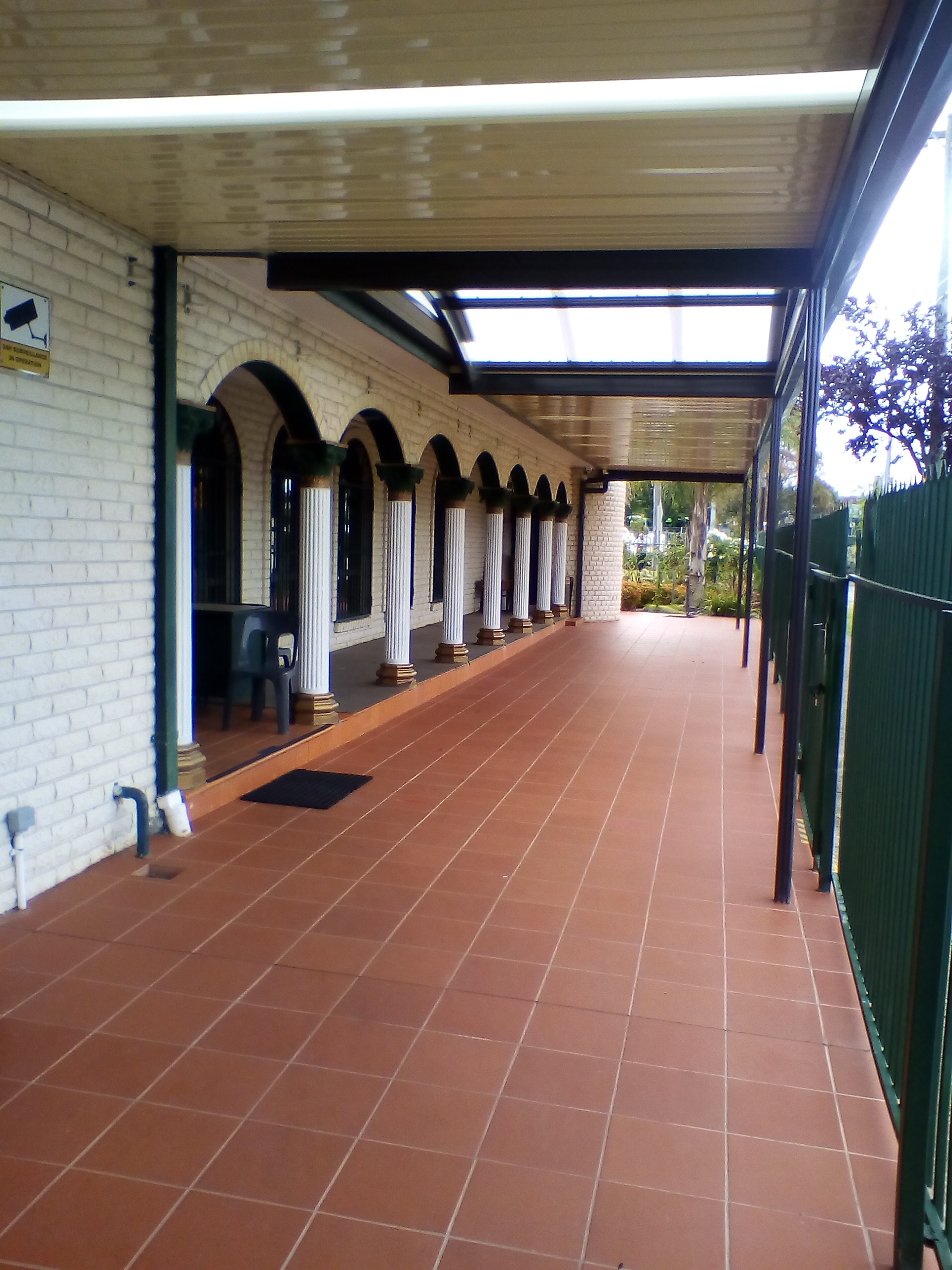
جانب من مسجد توماستاون في أستراليا

- جانب من مسجد توماستاون في أستراليا بحلول عام 1991، بلغ عدد المسلمين 2574 نسمة وكان هناك حاجة للمجتمع لوجود مسجد.[5]